# Carpineto Romano
Carpineto Romano és un comune (municipi) de la ciutat metropolitana de Roma, a la regió italiana del Laci, situat uns 60 km al sud-est de Roma. L'1 de gener de 2018 tenia 4.425 habitants.
Va ser el lloc de naixement del Papa Lleó XIII.
Carpineto Romano limita amb els següents municipis: Bassiano, Gorga, Maenza, Montelanico, Norma, Roccagorga, Sezze i Supino.

## Ciutats agermanades
Carpineto Romano està agermanat amb:
- Wadowice, Polònia